# Jardin archéologique de l'hôpital de Lisieux
Vous lisez un « article de qualité » labellisé en 2012.
Le jardin archéologique de l'hôpital est un jardin public situé à proximité de l'hôpital Robert-Bisson, à Lisieux en France, dans le département du Calvados (Normandie). Les vestiges gallo-romains exposés ont été dégagés lors des fouilles archéologiques dirigées par Claude Lemaître et effectuées de 1978 à 1985 et comprennent un édifice thermal et un édifice privé ; les archéologues ont pu retracer l'histoire de ce quartier du Ier siècle au IIIe siècle.
Lors des fouilles fut découvert un décor peint riche et d'une grande qualité, « excellent témoignage sur la peinture romaine en Gaule au IIe siècle ». Les représentations figurées similaires à celles découvertes sur le site sont exceptionnelles, moins de six ensembles de cette qualité étant connus pour la Gaule au milieu des années 1990.

## Historique de la découverte
Lors de la construction de la chaufferie du nouveau centre hospitalier Robert-Bisson, en février 1967, des vestiges importants de constructions romaines furent découverts de manière fortuite mais non conservés, sauf deux autels et des éléments sculptés dégagés à l'occasion de fouilles d'urgence et de relevés effectués en février-mars. Cette fouille permet hélas de « mesurer l'ampleur des destructions accomplies ».
Du fait de la découverte d'un gros bloc de pierres et d'éléments sculptés, les fouilleurs pensent tout d'abord à un bâtiment public. Dès ce moment, des fragments significatifs d'enduits peints de qualité supérieure à ce qui avait été déjà retrouvé dans la région furent découverts, dont des fragments d'enduits rouge pompéien et d'autres éléments ayant appartenu à des panneaux décoratifs particulièrement élaborés. Les premiers éléments de céramique découverts à cette occasion dataient du Ier siècle et du début du IIe siècle.

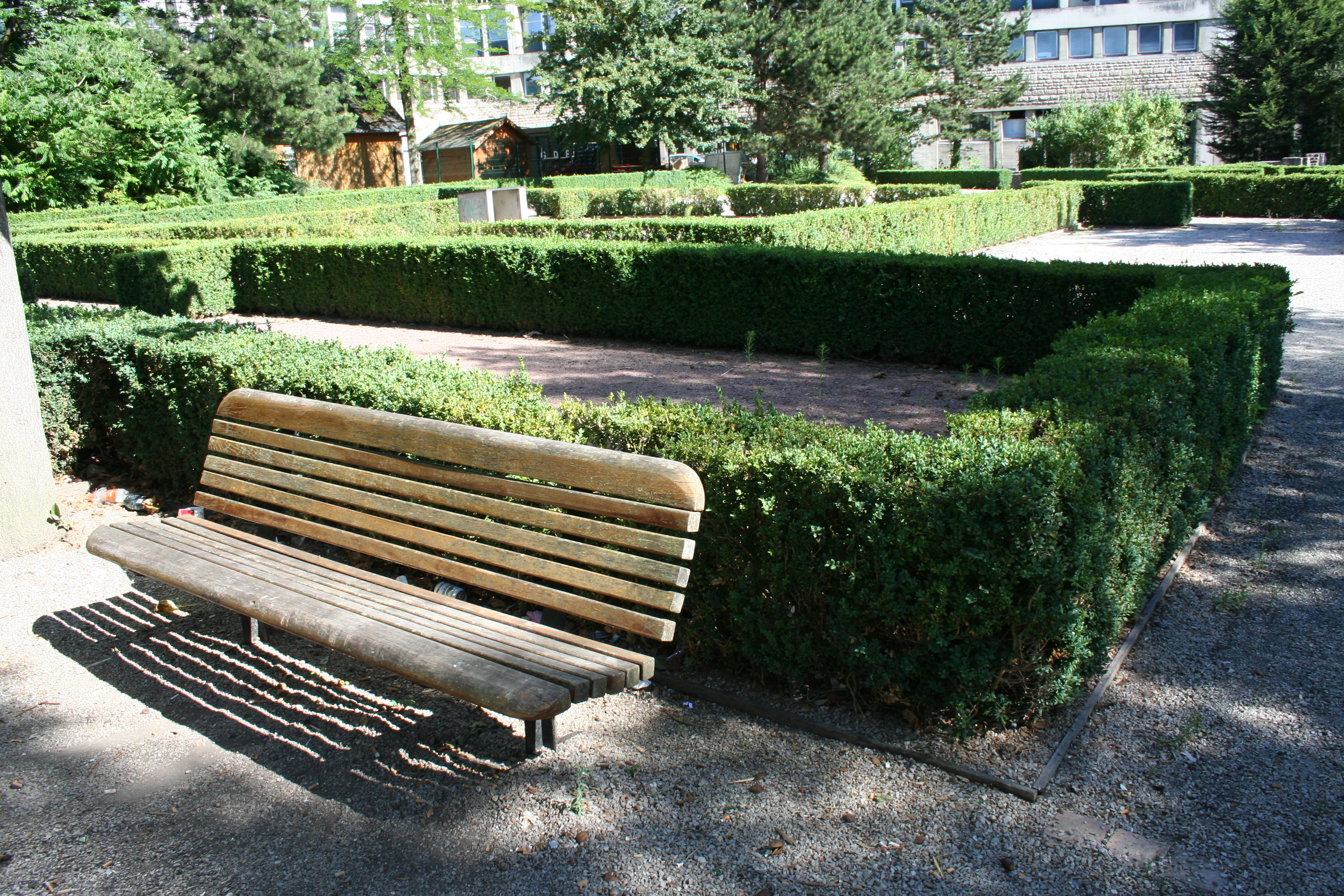
Vue du jardin en 2010.

Claude Lemaître peut effectuer quelques observations en janvier 1971. Des sondages sont effectués en 1977 sur un terrain voisin.
Des fouilles sont effectuées à proximité en 1978-1979 pour l'édifice privé et en 1978-1982 pour l'édifice thermal. Les campagnes de fouilles, soutenues financièrement par l'Association pour les fouilles archéologiques nationales, se poursuivent jusqu'en 1984-1985 et sont menées par Claude Lemaître et Michel Batrel.
La protection des vestiges bénéficie alors du soutien de la ville de Lisieux et du département du Calvados. Les vestiges de peintures sont confiés pour étude et restauration au centre d'étude des peintures murales romaines de Soissons. Les chercheurs trient environ dix tonnes de gravats, le résultat en est la connaissance de presque 25 panneaux d'enduits peints.
Cependant Alix Barbet signale en 2008, à propos de la fouille de la villa, qu'elle n'a jamais été publiée. Actuellement le site est un jardin public peu fréquenté, à proximité immédiate du centre hospitalier. Les vestiges de murs de l'habitat ont été consolidés alors que l'emplacement des diverses pièces des thermes est matérialisé par des haies de faible hauteur. Cette découverte en fait cependant l'habitat gallo-romain le plus important connu dans la ville.

## Localisation du site dans l'agglomération antique

Croquis des vestiges antiques du jardin de l'hôpital.

La cité de Noviomagus Lexoviorum est située à 28 km de la mer. Capitale du peuple gaulois des Lexovii, le lieu d'installation était situé au lieu-dit « Le Castellier », à 3 km au sud-ouest de la ville, oppidum doté d'une enceinte fortifiée de 200 ha. Établie sur le site actuel de Lisieux, la cité gallo-romaine est dotée de l'apparat monumental dont des bâtiments publics, parmi lesquels amphithéâtre, temples, édifices municipaux et thermes. Le site est localisé dans la cité antique, à la charnière entre l'habitat dense et la campagne et à la limite orientale de l'agglomération gallo-romaine. Il est proche de la voie menant à Mediolanum Aulercorum, l'actuelle Évreux, et Juliobona, l'actuelle Lillebonne.

Plan de Lisieux antique et localisation des vestiges : le site des thermes et de la villa est au no 4.

Le site est tout d'abord occupé par un habitat ténu au début du Ier siècle. La villa est bâtie à la fin du Ier siècle tandis que le bâtiment qui sera celui des thermes est bâti au début du IIe siècle ; à l'emplacement des thermes masculins un artisanat métallurgique existait, dont la présence est attestée par la découverte de mâchefer. Cette construction destinée à être une habitation était pourvue d'un décor initial peu connu du fait des profondes modifications liées au changement d'affectation.
Une voie de 3,80 m de large séparait les thermes et la villa. Le site fait dire que la cité des Lexovii a eu un plan orthogonal au moins à partir de l'époque flavienne. Le site du quartier était proche du decumanus maximus de la cité et alimenté par deux aqueducs semi-enterrés. L'un des aqueducs était plus ancien que le deuxième, mais daté d'une période tardive au IIe siècle ; la source en eau se trouvait à proximité de Glos, à 9 km de Lisieux.

## Description de l'habitat privé
Le bâtiment comprenait peut-être un étage et une cinquantaine de pièces.

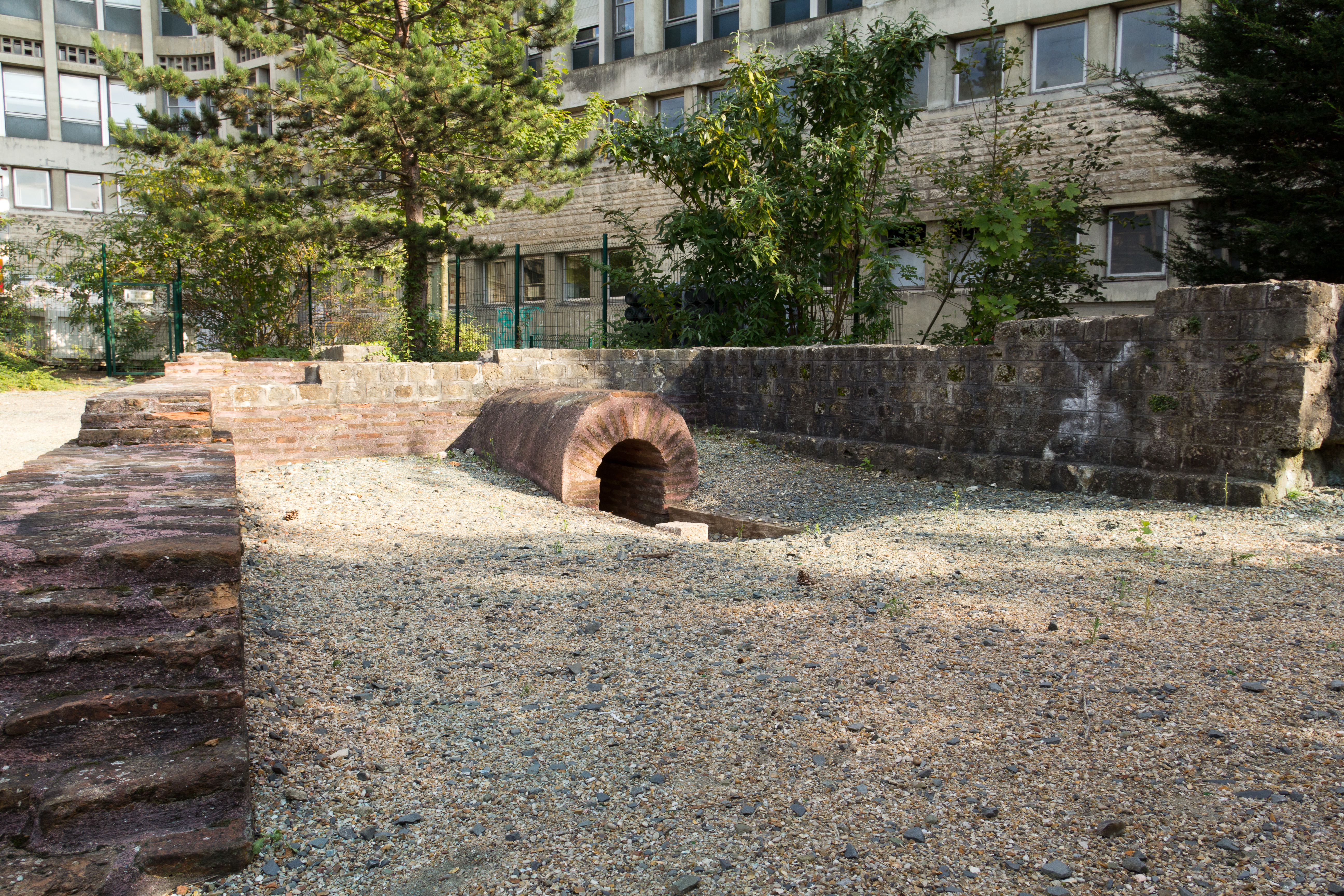
Vue des éléments du præfurnium des thermes privés de la villa.

Huit salles seulement, préservées de la destruction de la fin des années 1960, ont été intégralement dégagées lors des fouilles de 1978-1979 et sont connues. Quatre d'entre elles étaient reliées par un couloir et quatre communiquaient entre elles. Les autres, situées à proximité du chantier, ont été gravement endommagées. Trois pièces de la villa ont livré un décor peint.

### Premier groupe de salles

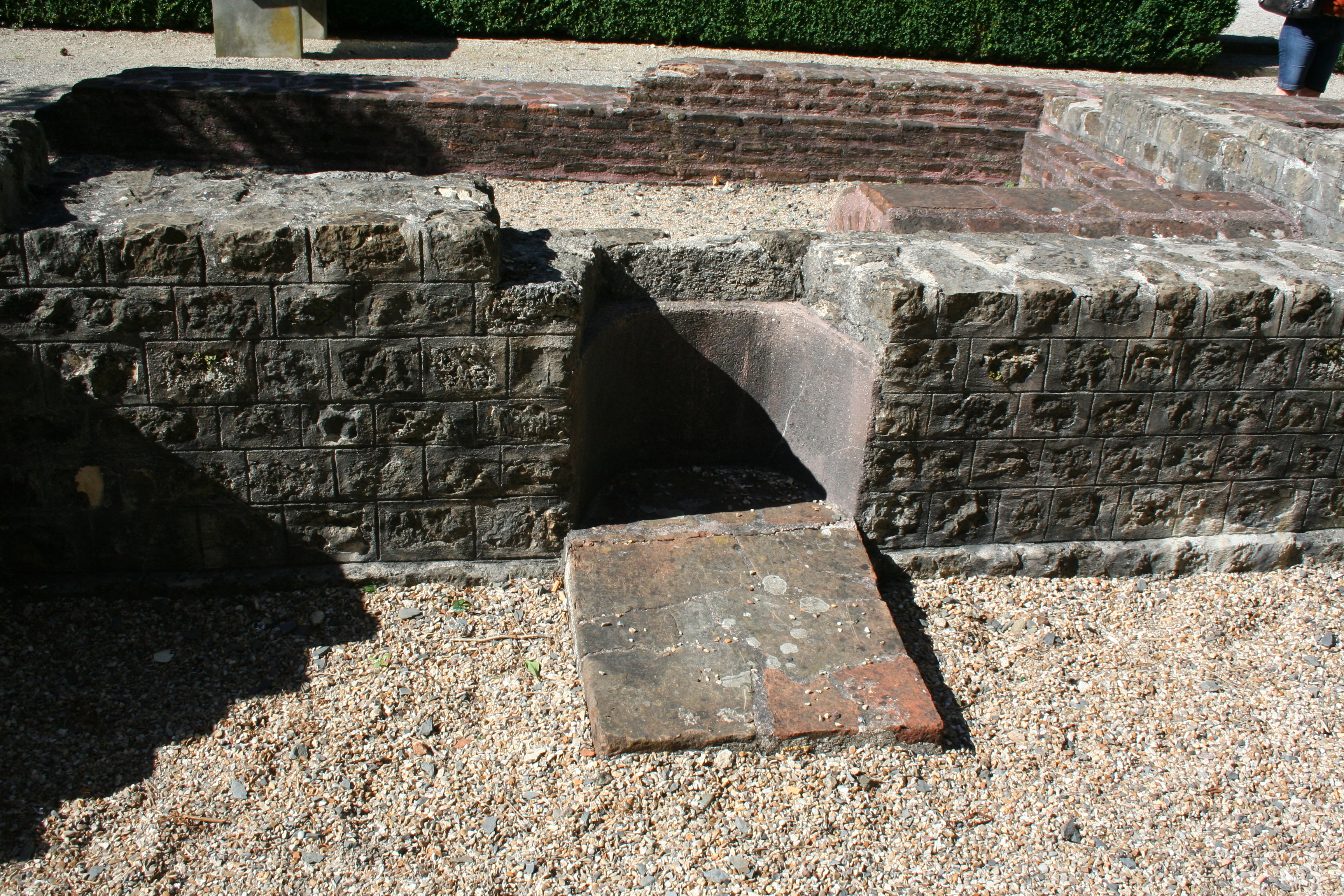
Foyer de l'une des cuisines.

Ce groupe comprenait deux cuisines avec foyer et l'une au sol en terre battue. La sole du four était bien conservée. Le mur était pourvu d'un enduit blanc. L'autre cuisine était munie d'un foyer posé sur un soubassement et peut-être munie d'un tourne-broche.
Les deux autres pièces, destinées à recevoir, étaient pourvues d'un riche décor de peintures murales dont l'une, d'au moins 8 m2 avait un décor de poissons sur fond bleu, dont deux sont très bien conservés. La pièce avait le sol maçonné et couvert de dalles calcaires.
L'autre pièce, chauffée par hypocauste et mesurant 3,65 m sur 2,50 m, au sol de plancher, avait son plafond peint et voûté, couvert de cercles à motifs de fleurons stylisés rouge ocre et vert foncé. Le præfurnium ou système de chauffage de l'hypocauste, en brique, est particulièrement bien conservé.

### Second groupe de salles

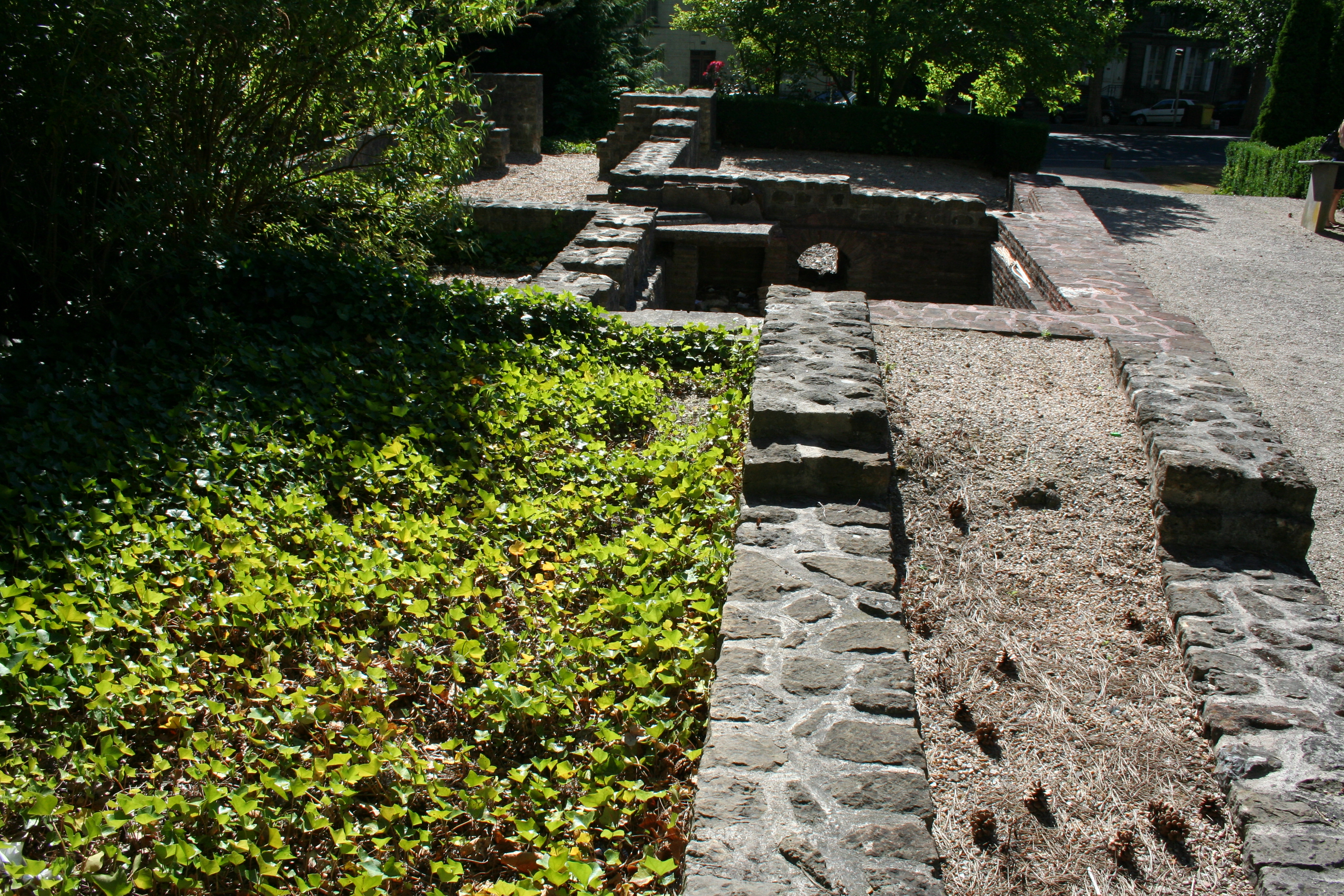
Vue des pièces conservées de la villa, à droite la rue la séparant des thermes.

Une cuisine, au sol de terre battue, a été identifiée par les fouilleurs dans ce groupe. Lors des fouilles, des déchets culinaires parmi lesquels des coquilles d'huîtres, de moules, des arêtes de poisson ont été retrouvées.
Une grande pièce possédait un sol de calcaire, les murs étaient peints en rouge vif dans leur partie inférieure. La partie supérieure possédait peut-être une frise,.
Une petite pièce comportant un hypocauste avait également un décor peint de fleurs et d'arcatures sur un fond blanc. Un fragment de sculpture de queue d'animal marin a été découvert dans cette pièce.

## Description de l'édifice thermal
Les thermes étaient initialement un édifice d'habitation et la transformation questionne le fouilleur, qui évoque les deux hypothèses d'un acte d'évergétisme envers la cité ou plus simplement l'ouverture d'une installation privée.
Les archéologues ont identifié des thermes dont une partie était destinée aux hommes et l'autre aux femmes selon le modèle des thermes doubles, mais cette division reflète le dernier état de la construction. Les pièces se distribuaient selon un plan rayonnant et non une enfilade linéaire, du fait des aménagements successifs, 1 300 m2 ont pu en être étudiés.
Le complexe thermal s'ouvrait sur une palestre de 165 m2 au sol en terre battue. Au nord se trouvait un portique et à l'ouest un aqueduc. Le portique avait comme objet de donner un aspect monumental au complexe.
Les thermes étaient entièrement peints. L'étude des peintures a permis de poser des hypothèses quant à certaines parties des élévations, niches et plafonds voûtés.

### Thermes féminins

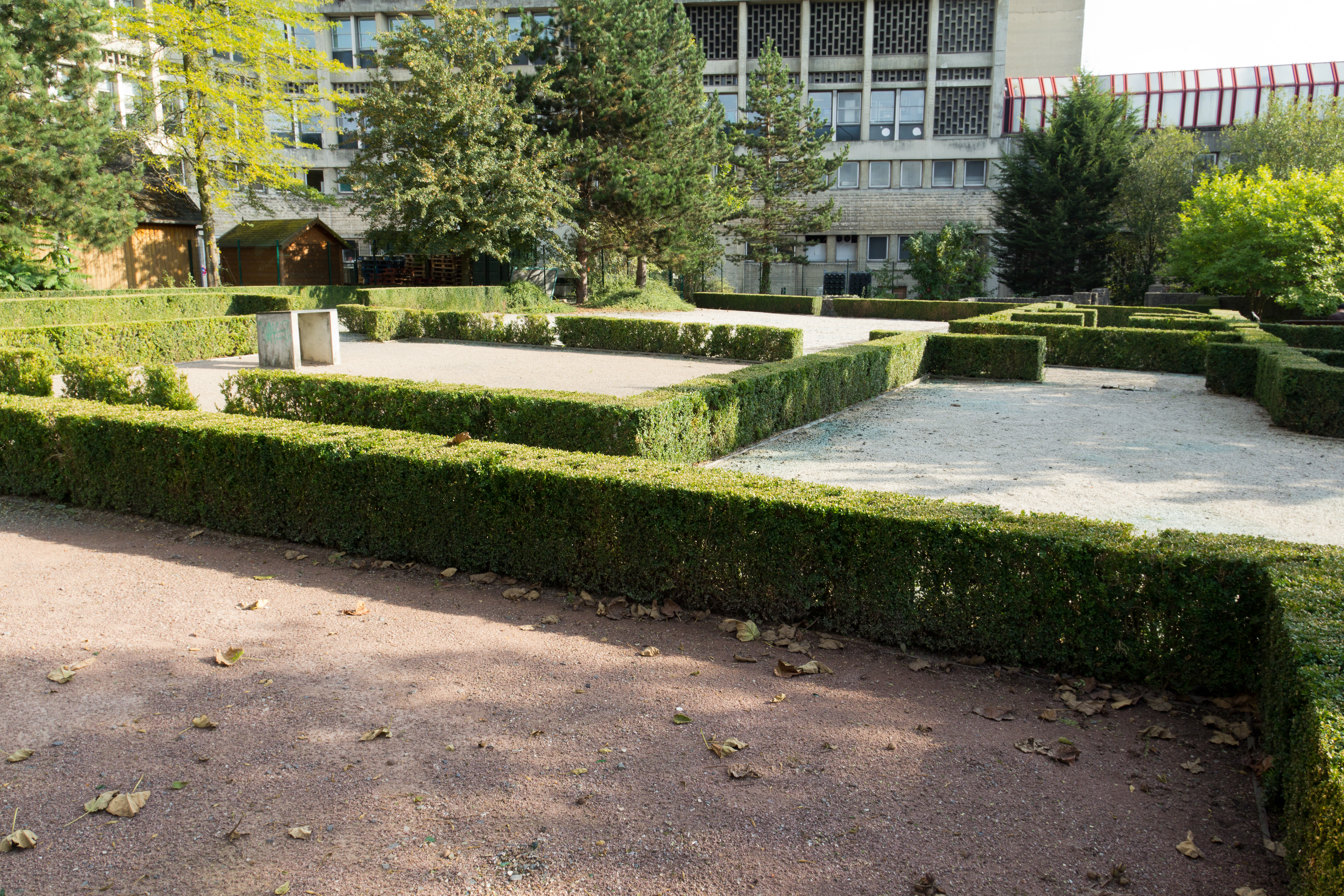
Vue générale du jardin, avec l'emplacement des thermes.

Le plan des thermes féminins n'est pas le schéma classique frigidarium, caldarium, tepidarium, mais organisé selon une « disposition en cercle autour d'une petite cour » dont la fouille a livré des bijoux de pacotille. Ces objets féminins ont permis l'identification du lieu par le fouilleur. Six pièces ont révélé un décor peint. Quinze pièces ont été identifiées parmi lesquelles une piscine froide, un caldarium, un præfurnium et surtout, pièce la plus riche en découvertes, un tepidarium.

#### Piscine froide
La piscine froide possédait deux niveaux. Elle fut aménagée à l'emplacement d'une cour. L'évacuation de l'eau se faisait par un caniveau en bois. Les dalles de calcaire ont totalement disparu. La disposition de la piscine tient compte d'un rôle dans une double circulation. Une autre pièce de 6 m2 était peut-être une seconde piscine, au sol et aux murs couverts de marbre blanc et vert.

#### Caldarium
Le caldarium ou bain chaud, d'une surface de 19 m2, est l'une des pièces les mieux conservées. Elle était pourvue d'une voûte qui conservait l'empreinte des tubulures trouvées en grand nombre, brisées ou intactes, lors des fouilles. Le sol conservait encore des éléments de sol (suspensura) et de dalles de calcaire blanc, des fragments de marbre vert et mauve y ont été également retrouvés.
Elle avait un décor peint orné de fleurs et de motifs géométriques ainsi qu'un placage de marbre vert et violet. L'ordonnancement du décor en est peu connu, même si Alix Barbet évoque des édicules, des barrières et une niche. Le décor géométrique de la voûte a été restitué et possédait une palette de couleurs riche.

#### Præfurnium

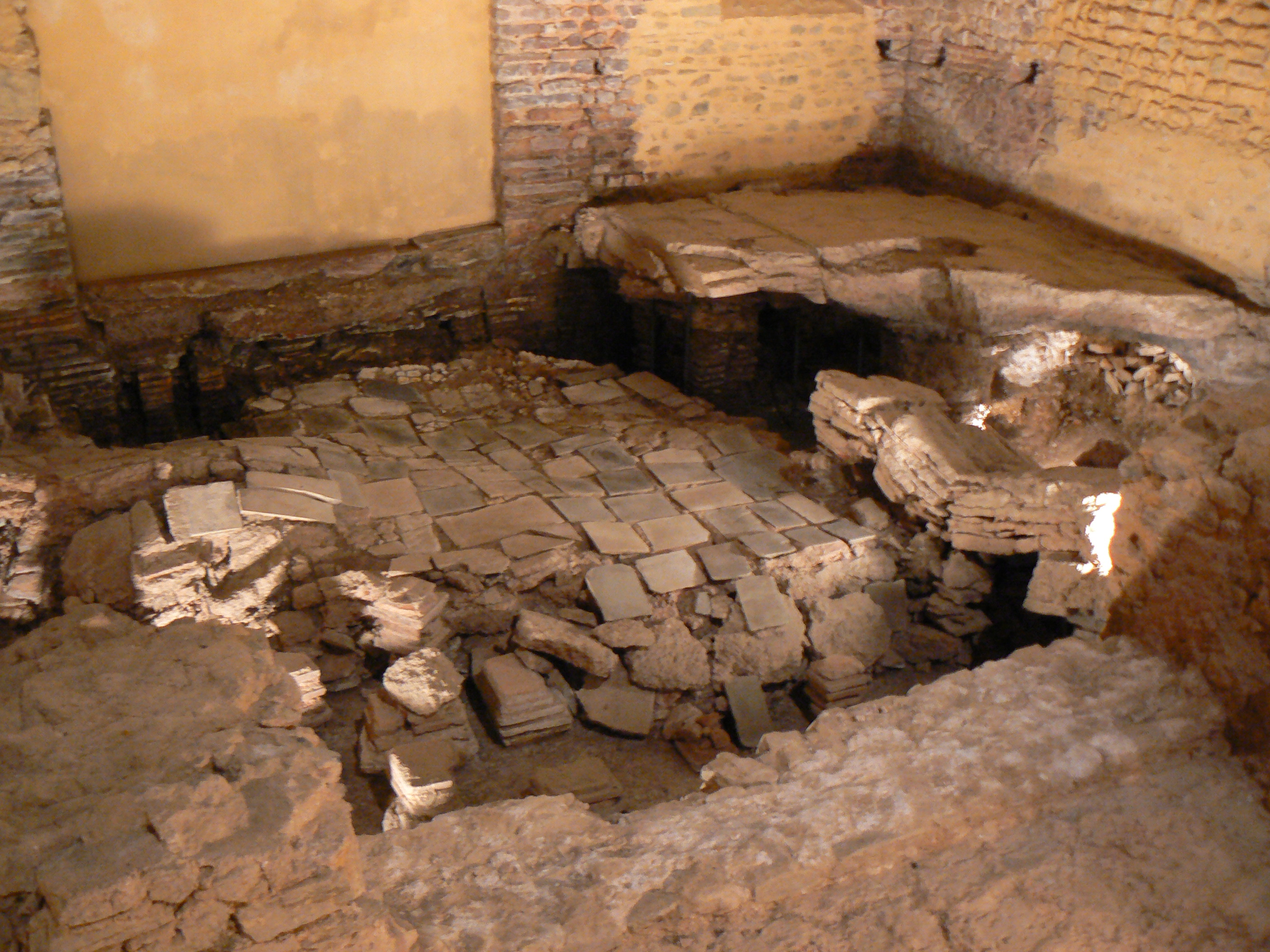
Bain chaud au sol dit suspensura effondré dans les thermes gallo-romains d'Entrammes.

Le præfurnium ou système de chauffage était situé à l'angle nord-ouest du tepidarium et s'ouvrait sur une cour de service.

#### Tepidarium
Le tepidarium ou bain tiède, d'une surface de 60 m2 ou 80 m2, était aménagé dans un frigidarium et doté d'un chauffage par hypocauste. L'aménagement a été daté de la première moitié du IIe siècle, mais remanié dès la fin du siècle ou au début du IIIe siècle.
La moitié des 130 pilettes était assez bien conservée et le sol en suspensura était constitué de dalles de calcaire dont certaines étaient effondrées. Une banquette possédait des canaux destinés à évacuer les fumées, et du fait de l'absence de tubulures sur tous les murs, les fouilleurs ont identifié la pièce comme la salle tiède.
Les peintures y couvraient 300 m2 dont 90 m2 ont été retrouvés, pour une hauteur d'au moins 4 m.

### Thermes masculins
Cette partie de l'édifice est mal connue car détruite dès l'époque médiévale. Elle était ornée également de peintures.
Certaines parties en ont été identifiées cependant, dont un ensemble de pièces froides de 80 m2 minimum, une piscine chaude de 3,80 m2 et deux hypocaustes endommagés. En outre les fouilleurs ont dégagé un hypocauste à 30 pilettes trouvées dans un état de conservation médiocre ; cependant des éléments de décor peint à motifs géométriques et végétaux y ont été trouvés.

## Décor peint remarquable

### Peintures de la villa

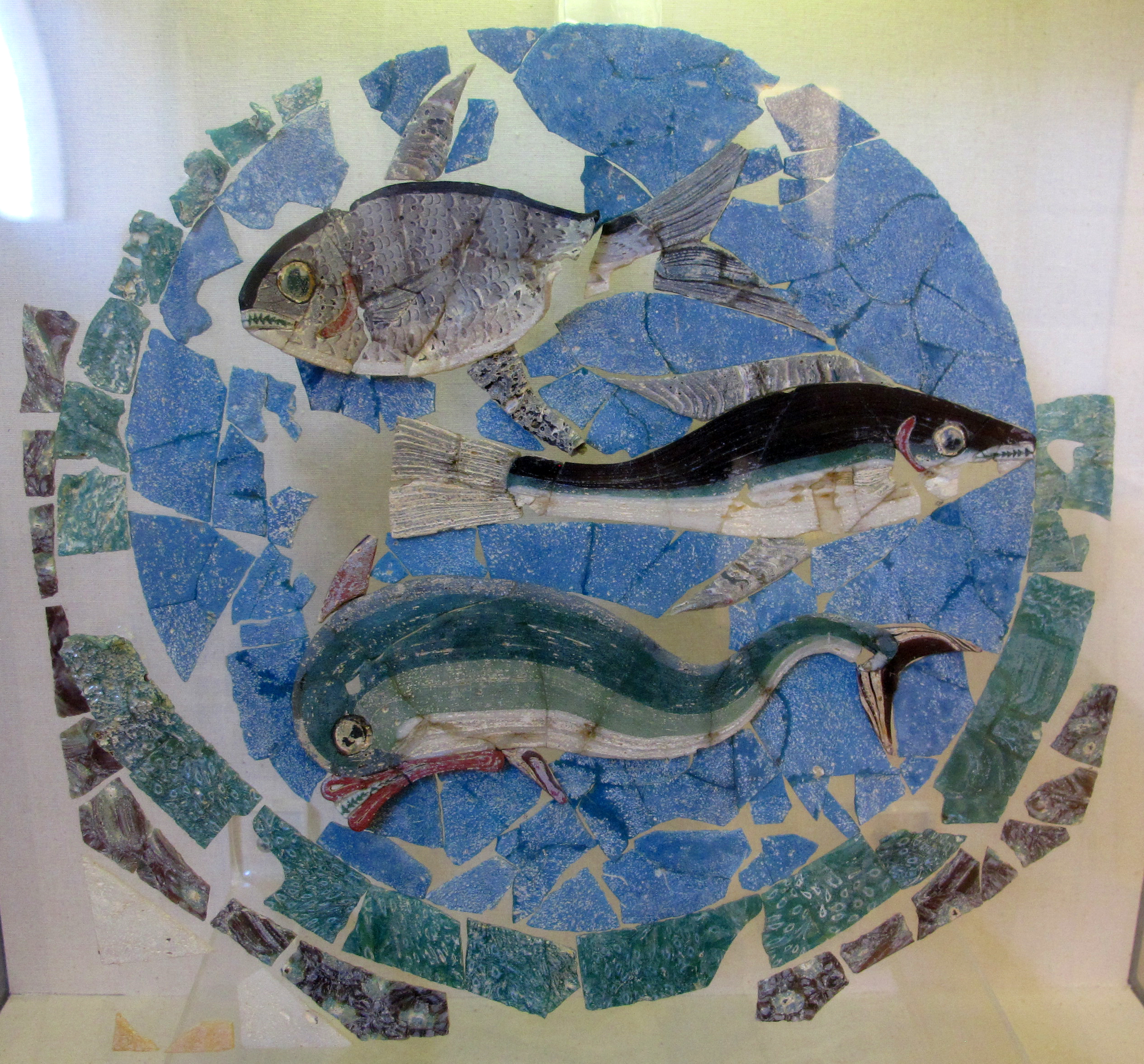
Décor d'un panneau de verre avec poissons sur fond bleu provenant d'Ariminum, milieu du III, actuelle Rimini.

Deux poissons, peut-être des maquereaux, sont représentés tête-bêche et pris dans des filets. Cette fresque est conservée sur une surface de 2 m sur 0,60 m. Le décor peint à motifs de poissons sur fond bleu est traité de manière originale à Lisieux et constitue un exemple unique en Gaule ; il ne peut être daté avant le milieu du Ier siècle.
Le couloir mesurait au moins six mètres de longueur. La hauteur de ce couloir a été estimée au minimum à quatre mètres et était proportionnée aux bâtiments des thermes tout proches. Le couloir avait le sol couvert d'un parquet.
Les murs du couloir étaient peints « en imitation de marbre polychrome » (Florence Delacampagne) dans sa partie inférieure, haute d'environ deux mètres, la partie supérieure étant occupée « de panneaux ou de guirlandes sur fond blanc »,. Ce fond blanc permettait d'éclaircir un local peu éclairé.
Le couloir portait un décor de colonnettes stylisées reliées entre elles par des nœuds suspendus.
L'équipe de Soissons a pu restituer quatre grands panneaux d'un mètre vingt-cinq et trois petits larges de cinquante centimètres, soit une longueur de sept mètres et une hauteur de quatre mètres. Le décor peint, sur fond blanc, utilisait une palette de vert, vert jaune et brun ainsi que du rouge foncé et du rose. Ce décor est datable selon Alix Barbet de la fin du IIe siècle et du début du IIIe siècle.

### Peintures dutepidariumdes thermes féminins
Dans le tepidarium, deux types de décor se superposent en dépit de différences techniques notables, celles-ci étant liées tout à la fois à la nécessité d'empêcher les remontées d'eau par capillarité ainsi qu'à la présence de deux équipes de peintres, l'une chargée d'exécuter le décor inférieur à imitation de marbre et l'autre le décor avec les personnages. Parmi les éléments représentés, on trouve des figures humaines dans la partie supérieure, dont une tête humaine grandeur nature. Les peintures portaient en outre des animaux et des végétaux.
La base, sur une hauteur d'un mètre soixante, est ornée d'un décor compartimenté avec plusieurs registres. Le soubassement était constitué d'une large plinthe imitant le marbre vert moucheté et blanc veiné de rose, le tout scindé en divers compartiments. La partie supérieure de ce registre est ornée d'un décor imitant les placages de marbre en opus sectile en alternance avec une imitation de marbre vert foncé. Le motif le plus fréquent est un cercle vert portant chacun à sa gauche et à sa droite un triangle isocèle.
Dans la partie supérieure, à 1,75 m, se trouve un décor avec des personnages sur fond bleu, dont deux figures sont relativement bien conservées. Les figures humaines représentaient sans doute les neuf Muses du fait de leurs coiffures et leurs attributs. Leurs vêtements étaient amples et majestueux.
La plus belle représentation est une figure de profil gauche sur fond bleu, vêtue d'une tunique et d'un manteau. Elle a le teint clair, un nez fort et une chevelure abondante. Au second plan, on trouve un élément d'architecture, une vasque double, à partir de laquelle part un ruban. À l'arrière-plan se trouve une colonne rouge foncé sur un socle. Toute la scène représentée est située sous une arcature. L'arcade, d'un rayon supposé d'un mètre vingt, est située à 3 m de hauteur.

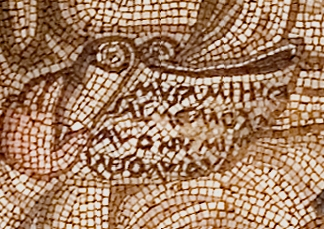
Volumen déroulé sur les genoux de la mosaïque de Virgile, musée national du Bardo (Tunisie).

Une autre figure sur fond bleu a été retrouvée, mais de façon fragmentaire même si elle a pu être identifiée comme féminine, vêtue d'une tunique rose et au bras orné d'un bracelet.
D'autres fragments de personnages ont été retrouvés mais très incomplets. L'un des personnages est assis et déroule un volumen sur les genoux. Un autre personnage, incomplet, est couronné de feuillages et devait tenir un objet, dont la représentation est malheureusement perdue. D'autres personnages portent des diadèmes, l'un porte une lyre, un autre un plectre. Ces éléments plaident en faveur de l'interprétation proposée par Alix Barbet.
La scène des Muses se situait entre des pilastres et des arcatures selon Alix Barbet. Les arcades « embrassaient deux panneaux ». Sous chaque arcade, et du fait de l'espace disponible, deux personnages se seraient fait face. La figure d'Apollon peut avoir complété le décor.
La qualité de certains des autres éléments retrouvés, parmi lesquels des paniers de fruits et des oiseaux divers, ne permet pas une restitution d'ensemble. Ces fragments sont en particulier des corbeilles et des animaux de basse-cour, ces éléments trop partiels n'ayant rien à voir avec la scène interprétée comme mythologique, peut-être était-ce une représentation d'« un jardin peuplé d'oiseaux ».

### Intérêt du décor peint
La présence de tableaux situés au-dessus de plaques imitant le marbre semble selon Alix Barbet « typique de l'époque sévérienne, où un renouveau pour les grands sujets mythologiques se fait jour ». Le tableau du tepidarium est interprété par Alix Barbet comme « la réunion des Muses, qui évoque l'Olympe et l'accès à l'immortalité par la culture, et fixe très haut les ambitions des habitants de la cité qui les fréquentaient ». Les fragments se rapprochent d'enduits mis au jour en Grande-Bretagne datables quant à elles du IVe siècle.
Alix Barbet considère que les fresques peuvent être datées de la fin du IIe siècle mais aussi du début du IIIe siècle. La peinture romaine de la période, la fin du IIe siècle, est moins connue que la période antérieure qu'illustrent les compositions peintes des sites détruits par le Vésuve en 79.
Le site de Lisieux diffère d'autres trouvailles habituelles d'enduits peints découverts en Gaule, davantage portées vers des compositions géométriques ou des frises figurées stéréotypées. Le site a livré des peintures de luxe mais aussi des compositions plus simples dont les panneaux larges alternant avec des panneaux moins larges ornés de végétaux, selon un motif répandu à l'époque en Gaule belgique. Les mêmes artisans ont peut-être travaillé sur les deux chantiers.

## Datation et destruction du site

### Datation et destruction du complexe thermal

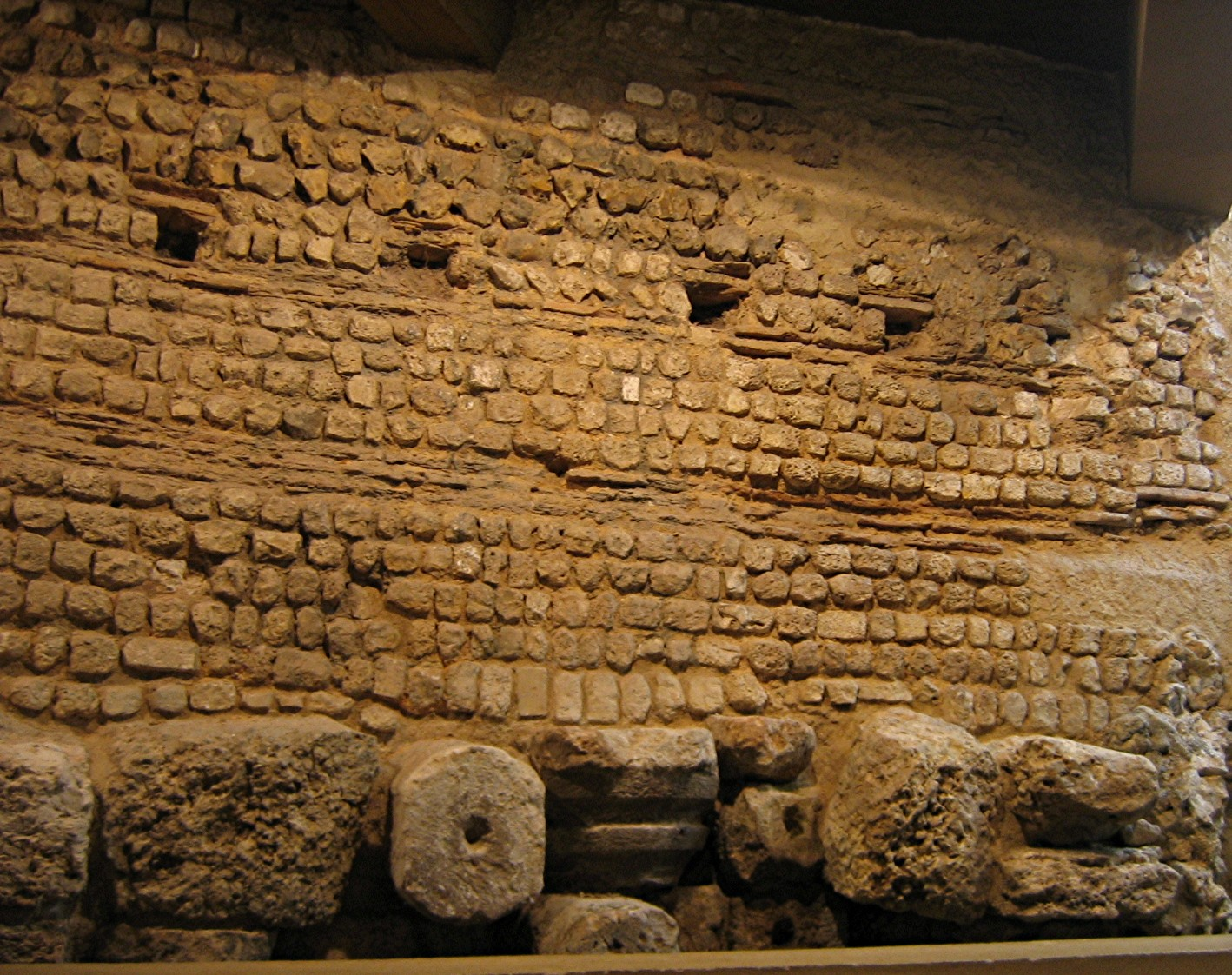
La fin du III est une période très troublée. Un grand nombre de cités, comme Lisieux ou Évreux (sur la photographie section du mur d'enceinte dans le musée de cette dernière ville), se dotent de murs d'enceinte et leur superficie se contracte.

Le bâtiment du complexe thermal a été daté du premier quart du IIe siècle avec de profondes modifications au milieu du même siècle et des traces de travaux à la fin du siècle. D'habitat les lieux devinrent des bains publics.
Le plan de la bâtisse ne changea pas, mais des changements dans les affectations de pièces sont à signaler, à une époque indéfinie, dont le plus notable est l'aménagement du tepidarium dans le frigidarium. Des pièces furent réunies et le sol détruit afin de mettre en place le système de chauffage par hypocauste.
La destruction par incendie de l'ensemble des thermes est datée des années 268-280, à la suite de cet événement l'édifice ne fut pas reconstruit. Claude Lemaître propose une destruction en relation avec les troubles de 275-276 ap. J.-C.
Dans les couches de destruction, des monnaies ont été trouvées, datées du IIIe siècle et du IVe siècle. La monnaie du IVe siècle a été trouvée au-dessus des vestiges des éléments de la couverture du bâtiment. Un atelier de tailleurs de pierres est installé à proximité du site, comme en témoignent la découverte de gros blocs destinés au chantier de l'enceinte du castrum tout proche.
Le monument, localisé hors de l'enceinte du Bas-Empire de la cité, est utilisé comme carrière de pierres du IVe siècle au XIVe siècle, voire jusqu'à l'époque moderne, et jusqu'aux fondations,.
La partie masculine des thermes est occupée par des potiers à la fin du XIe siècle et au XIIIe siècle. Au Bas Moyen Âge, le site est situé hors de la cité.

### Datation et destruction de la villa

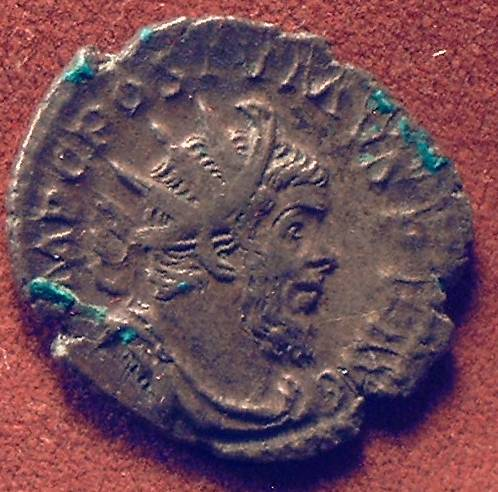
Antoninien de l'empereur Postume ; la découverte d'une telle monnaie de cet empereur a permis de dater les dernières couches d'occupation.

L'habitat est daté pour sa part de l'époque flavienne, plus précisément des années 50-75, et succède à un habitat plus ancien d'époque julio-claudienne (second quart du Ier siècle) qui possédait des peintures murales. Le premier habitat était construit en grande partie en pisé. Le terrain fut nivelé par les débris du premier habitat pour permettre une construction de plus grande ampleur.
À la fin du Ier siècle et au IIe siècle le bâtiment connaît une période d'expansion et de prospérité. Les modifications sont peut-être liées à un incendie dont des traces ont été mises en évidence par les fouilleurs.
Contrairement à d'autres lieux de la cité détruits par incendie, l'habitat a été abandonné peu à peu pour sa part, et avant les événements de la fin du IIIe siècle. Les dernières traces d'occupation, très pauvres, consistent en deux monnaies de Postume(260-269). Claude Lemaître pose la question d'un lien avec une régression économique de la cité ou de la situation générale de la Gaule. Du fait des circonstances, la population s'est repliée à l'intérieur d'une enceinte. Quoi qu'il en soit, après une récupération méthodique de tous les matériaux de construction y compris ceux de la couverture (tuiles plates et rondes), la villa est détruite : les peintures murales s'effondrent sur les décombres déjà présents sur le site, et finalement les murs de la bâtisse sont détruits pour aménager un glacis à l'enceinte du Bas-Empire construite vers 275-276. Cette destruction du site est donc antérieure aux invasions de la fin du troisième quart du IIIe siècle.